# L'Affaire du collier (bande dessinée)
Pour les articles homonymes, voir L'Affaire du collier.
L'Affaire du collier est la septième aventure et le dixième album de la série de bande dessinée Blake et Mortimer, scénarisée et dessinée par Edgar P. Jacobs, avec l'aide de Gérald Forton pour quelques planches.
Elle est publiée en planches hebdomadaires dans Le Journal de Tintin du 24 août 1965 au 19 juillet 1966. Elle est ensuite éditée en album en septembre 1967 aux Éditions du Lombard, puis rééditée en janvier 1990 aux Éditions Blake et Mortimer. L'histoire a été traduite dans une demi-douzaine de langues, et a été adaptée en dessin animé.
Edgar P. Jacobs crée pour la première fois une histoire entièrement policière, sans éléments de science-fiction ou de fantastique. Il imagine la réapparition du collier de la reine de France Marie-Antoinette d'Autriche, au centre de la célèbre affaire du collier de la reine en 1785.
La bande dessinée raconte l'enquête du capitaine Francis Blake et du professeur Philip Mortimer sur le vol du collier de la reine Marie-Antoinette par le criminel Olrik, tout juste évadé de prison. Apportant leur aide au commissaire divisionnaire Pradier, ils voyagent à travers Paris ainsi que dans ses carrières souterraines.

## Résumé
Un Anglais, Sir Williamson, a découvert le collier de la reine Marie-Antoinette que l'on croyait pourtant dispersé et perdu depuis 178 ans. De nombreux journaux affirment qu'il aurait l'intention de l'offrir à la reine d'Angleterre Élisabeth II, causant un véritable scandale en France. Sur ces entrefaites, le capitaine Francis Blake et le professeur Philip Mortimer se rendent au Palais de justice de Paris pour une confrontation avec Olrik, détenu à la prison de la Santé depuis son arrestation à la fin de l'aventure S.O.S. Météores. Mais à peine arrivés, ils apprennent par le commissaire divisionnaire Pradier que le bandit a réussi à s'évader, disparaissant par la voie des égouts de Paris. Le soir même, il met au défi Blake et Mortimer de le retrouver.
Le lendemain, Blake et Mortimer sont invités à une réception organisée à l'hôtel particulier du joaillier Duranton-Claret, au cours de laquelle le collier de la reine sera présenté. Mais parmi les domestiques se trouve déguisé Sharkey, l'ancien lieutenant d'Olrik. Alors que M. Duranton descend à sa chambre forte, construite dans une ancienne galerie de mine sous l'hôtel, pour en rapporter le précieux collier, toutes les lumières s'éteignent et une formidable explosion se fait entendre. Blake et Mortimer, décidant de s'occuper de la situation, remettent le courant en marche, et tentent de sauver le collier de l'eau qui envahit la chambre forte. Ils rapportent sain et sauf l'écrin qui le contient. Mais au grand effroi de Sir Williamson et de Duranton, l'écrin est vide ! Il ne s'y trouve plus qu'un billet, signé d'Olrik, défiant Blake et Mortimer de retrouver le collier. La police, dirigée par le commissaire Pradier, arrive sur place. L'explosion, combinée avec la coupure du courant, a servi à créer un passage dans la chambre forte depuis les catacombes situées juste en dessous. Pour éviter un scandale, il est décidé de cacher le vol à la presse et de ne parler que d'un accident. Mais alors que les journaux s'apprêtent à lancer la nouvelle, Olrik leur téléphone, déclarant qu'il a volé le collier de la reine. Peu après, les journalistes commencent à téléphoner en masse à Duranton pour avoir confirmation de la nouvelle.
Le lendemain, les nerfs de Duranton sont à vif à cause de l'avalanche de coups de fils qui se prolonge à un rythme anormalement soutenu. Mais ces derniers provenant de cabines téléphoniques, il semble de plus en plus évident que les interlocuteurs ne soient plus de simples journalistes enragés. Dans le même temps, Duranton est victime de deux tentatives d'enlèvement : l'une en plein jour menée par Sharkey, l'autre en pleine nuit menée par Olrik ; toutes deux déjouées par Blake et Mortimer. Finalement, grâce à la surveillance de la ligne téléphonique de l'hôtel, Blake, Mortimer et Pradier découvrent que Duranton, ruiné, a monté un coup avec Olrik : faire disparaître le collier sous couvert d'un accident, puis le revendre et se partager les gains par moitié. Mais le joaillier a voulu doubler le gangster, en remplaçant le collier par une copie en verre. Olrik, qui harcelait Duranton au téléphone depuis des jours, lui fixe un rendez-vous au parc Montsouris le soir même. La police et nos deux héros décident de filer Duranton pour attraper Olrik, mais, repérés, une grande course-poursuite à travers Paris s'engage jusqu'à ce que Duranton ait un accident de voiture et soit enlevé par Olrik, non sans avoir pu cacher le collier de la reine, d'abord. Sur les lieux de l'accident, Mortimer tombe sur Sharkey, qui accepte de les conduire à la planque d'Olrik, dans les catacombes. Mais après quelque temps à déambuler dans les galeries, Sharkey parvient à s'échapper. Blake et Mortimer le suivent en courant, mais se perdent dans les carrières souterraines de Paris.
Cherchant une sortie dans ce véritable labyrinthe souterrain, Blake et Mortimer tombent par hasard sur la planque d'Olrik, un ancien poste de commandement de la Résistance. Tentant de prendre le dessus sur les deux gardes de l'accès souterrain, ils ne doivent leur salut qu'à l'arrivée de Pradier et ses hommes, guidés par l'ingénieur du service des carrières. Pendant ce temps, Olrik torture Duranton qui finit par lui indiquer où il a caché le collier. Le brigand quitte la planque juste avant qu'elle ne soit encerclée par la police. Pradier et ses hommes la prennent d'assaut simultanément par les souterrains et par l'extérieur, sauvant in-extremis Duranton de la noyade.
Comme indiqué par Duranton, Olrik trouve le collier dans le manège du parc Montsouris où il est attendu par Blake, Mortimer et Pradier. Mais il parvient de nouveau à leur échapper avec le collier. Dans la soirée, les trois amis annoncent en direct à la télévision qu'Olrik ne s'est enfui qu'avec la copie, ayant eu le temps de retirer le vrai collier juste avant son arrivée. Sir Williamson annonce alors qu'il a l'intention d'offrir le collier de la reine à la France pour être exposé au château de Versailles.

## Lieux et personnages

### Personnages
L'Affaire du collier met en scène les trois personnages principaux de la série : les deux héros, le capitaine Francis Blake et le professeur Philip Mortimer, et le principal antagoniste, le colonel Olrik. D'autres personnages récurrents de la série font partie de l'histoire : le commissaire divisionnaire Pradier — qui fait sa troisième et avant-dernière apparition — et Sharkey, l'homme de main d'Olrik.
- Professeur Philip Mortimer : physicien britannique, ami de Blake
- Capitaine Francis Blake : chef du MI5
- Colonel Olrik : chef d'un réseau de banditisme
- Commissaire divisionnaire Pradier : haut responsable à la DST
- Harry Adams : attaché culturel à l'ambassade du Royaume-Uni en France
- Sir Henry Williamson : homme d'affaires et collectionneur
- M. Duranton-Claret : joaillier
- Sharkey : malfrat américain, lieutenant d'Olrik
- Vincent : valet de chambre de M. Duranton
- Gros Louis, Jo et Herman : malfrats

### Lieux
L'aventure se déroule entièrement dans la capitale française, Paris, et plus précisément dans les 5e, 14e et 16e arrondissements, que ce soit en surface ou sous la ville dans les carrières souterraines et les égouts. C'est la troisième et dernière fois qu'une aventure de Blake et Mortimer prend place en France, après S.O.S. Météores — qui se déroulait dans Paris et ses environs — et Le Piège diabolique — qui se déroulait à La Roche-Guyon.
- Port-Royal, 5e arrondissement de Paris
- Hôtel Louvois (square Louvois), 2e arrondissement de Paris
- Rue Berton (arrière de l'hôtel particulier du joaillier Duranton), 16e arrondissement de Paris
- Parc Montsouris, 14e arrondissement de Paris
- Place Denfert-Rochereau (entrée des catacombes de Paris), 14e arrondissement de Paris
- Carrières souterraines de Paris
- Passage des Postes (PC souterrain), 5e arrondissement de Paris
- Passage des Patriarches, 5e arrondissement de Paris
- Égouts de Paris

La course poursuite entre la police et M. Duranton traverse Paris d'Ouest en Est, entre la rue Berton (16e arrondissement) et le parc Montsouris (14e arrondissement), en passant par le 15e arrondissement : rue Proust, rue d'Ankara, quai Kennedy, pont de Bir-Hakeim, boulevard de Grenelle, boulevard Garibaldi, rue de Sèvres, boulevard du Montparnasse, boulevard Edgar-Quinet, boulevard Raspail, place Denfert-Rochereau, rue du Départ, avenue du Maine, rue d'Alésia, avenue du parc Montsouris et porte Reille.
| Boulevard de Port-Royal Rue Berton · (hôtel de Duranton) Boulevard de Port-Royal Square Louvois Passage des Postes · (PC souterrain) Place Denfert-Rochereau · (entrée des catacombes) Parc Montsouris |

## Historique
Le 1er juin 1961, la commune de Clamart, près de Paris, est le lieu d'un effondrement de galeries souterraines de carrière de craie fragilisées par les pluies. Cette catastrophe naturelle détruit 23 immeubles, 6 rues et un stade, et fait 20 morts. Jacobs découvre alors que le sous-sol de Paris est « un mystérieux et inquiétant monde souterrain » et décide de l'utiliser comme décor de sa prochaine aventure. Il contacte le Service des carrières du département de la Seine qui lui fournit des cartes détaillées des 300 km de galeries souterraines ainsi que les autorisations pour les arpenter. Jacobs fait à pied tous les trajets de ses deux héros dans et sous Paris.
Gérald Forton réalise le crayonné des premières planches de l'album. Par la suite, Jacobs reprend ses dessins et finit l'album[réf. nécessaire].

## Analyse

### Inspirations
Jacobs imagine la réapparition du collier de la reine de France Marie-Antoinette d'Autriche. Le bijou avait été au centre de l'affaire du collier de la reine, une escroquerie ayant éclaboussé la reine et ébranlé la royauté française en 1785, à la veille de la Révolution française.

## Publications

### En français
L'Affaire du collier est publié dans l'hebdomadaire belge Le Journal de Tintin du 24 août 1965 (no 34/65) au 19 juillet 1966 (no 29/66),.
En septembre 1967, les Éditions du Lombard publient l'histoire en album. Par la suite, ce dernier est réédité et réimprimé près d'une dizaine de fois entre 1967 et 1982 aux Éditions du Lombard en Belgique et aux éditions Dargaud en France.
En janvier 1990, les Éditions Blake et Mortimer rééditent l'histoire en album avec des couleurs et un lettrage nouveaux. Depuis, l'album a été réédité et réimprimé plus d'une dizaine de fois.

### Traductions
L'aventure a été traduite dans plusieurs langues.
- Allemand : Die Diamanten Affäre (L'Affaire des diamants), publié aux éditions Carlsen Comics[6] ;
- Anglais : The Affair of the Necklace, publié aux éditions Cinebook[7] ;
- Danois : Marie-Antoinettes halssmykke (Le Collier de Marie-Antoinette), publié aux éditions Carlsen Comics[8] ;
- Italien : Caso del Collier, publié aux éditions Alessandro Editore[9] ;
- Néerlandais : Het Halssnoer van de Koningin (Le Collier de la Reine), publié aux éditions Blake et Mortimer[10] ;
- Portugais : O Caso do Colar.

## Accueil et postérité
Sur SensCritique, L'Affaire du collier est noté 7,2/10 sur une base d'environ 1 500 votes d'internautes. Sur Babelio, l'album obtient une note moyenne de 3,9/5 basée sur 152 notes.

## Adaptation
En 1997, l'aventure est adaptée en dessin animé par Éric Rondeaux comme épisode de la série d'animation Blake et Mortimer. L'épisode est diffusé le 25 juin 1997 avec Michel Papineschi doublant le professeur Mortimer, Robert Guilmard le capitaine Blake et Mario Santini le colonel Olrik. A la différence de l'histoire d'origine, l'adaptation rajoute un élément surnaturel avec le fantôme de Marie-Antoinette apparaissant au moment du vol, et la présence de Margaret, cousine de Mortimer et spécialiste des fantômes. L'enquête les mène à Pont-aux-Dames.